# Материковое подножие

Структурные элементы строения дна Мирового океана

Континентальное подножие (материковое подножие) — внешняя часть континентальной окраины, расположенная между континентальным склоном и абиссальными равнинами ложа океана.
Представляет собой пологонаклонённый в сторону океана аккумулятивный шлейф, образовавшийся в результате накопления обломочного материала при размыве континента.
Континентальное подножие постепенно погружается от континентального склона в океан с глубины 2,5—3 км до 5—5,5 км. Ширина 200—300 км.
Мощность осадков на континентальном подножии — 2—5 км и более.